# Newton Township (Missouri)
Newton Township est un ancien township, situé dans le comté de Shannon, dans le Missouri, aux États-Unis,.
Le township est fondé en 1870 et baptisé en référence à Joab Newton, un pionnier.

### Source de la traduction
- (en) Cet article est partiellement ou en totalité issu de l’article de Wikipédia en anglais intitulé « Newton Township, Shannon County, Missouri » (voir la liste des auteurs).